# Sindar
Sindarii din Pămîntul de Mijloc, care au acceptat să plece în marea călătorie spre Valinor, dar care s-au oprit în ținutul Beleriandului. Limba pe care o foloseau era Sindarina iar conducatorul lor a fost Thingol numit și Elu Thingol. Au fost fericiți pînă cînd i-a cuprins dorința mării, și numai atunci cînd au ajuns în Eldmar nu și-au putut alina dorul.